# Діденко Петро Устимович
Петро́ Усти́мович Діде́нко (1908 , Дептівка, Кошарська волость, Конотопська волость, Чернігівська губернія, Російська імперія  — невідомо ) — український державний діяч. Депутат Верховної Ради УРСР першого скликання (1938–1947).

## Біографія
Народився 1908 року в родині залізничника в селі Дептівка, нині Конотопський район, Сумська область, Україна. У 1914 році разом із родиною переїхав до міста Брянська. Батько працював на залізниці, помер 1937 року, мати — домогосподарка, померла 1933 року. Освіта: залізнична школа (1916–1918), семирічна школа (1923), Конотопська залізнична профтехшкола при паровозоремонтному заводі(1927).
У 1918–1920 роках проживав з родиною в Орловській та Ярославській губерніях, у 1920–1921 роках — в місті Брянську, а з 1921 року — на станції Конотоп, куди перевели на роботу батька. У 1924 році вступив до комсомолу. З 1927 року працював на залізниці помічником машиніста, монтером Конотопських залізничних майстерень.
У 1930 — червні 1931 року — секретар Батуринського, Дмитрівського та Конотопського районних комітетів ЛКСМУ.
З березня 1931 року — майстер з ремонту двигунів Конотопських залізничних майстерень, у червні — жовтні 1931 року — відповідальний секретар Конотопського районного комітету профспілки залізничників.
З листопада 1931 року — у Червоній армії: у листопаді 1931 — листопаді 1932 року — курсант школи 6-го залізничного полку Українського військового округу (УВО).
Член ВКП(б) з 1932 року.
У 1932–1934 роках — командир взводу 6-го окремого залізничного батальйону УВО; у 1934–1935 роках — політичний керівник роти; у 1935–1936 роках — відповідальний секретар партійної організації 6-го окремого залізничного батальйону Київського особливого військового округу (КОВО); у 1936–1937 роках — інструктор політичного відділу 96-ї стрілецької дивізії КОВО. З 1938 року — військовий комісар 14-го стрілецького полку 72-ї стрілецької дивізії Київського особливого військового округу.
26 червня 1938 року був обраний депутатом Верховної Ради УРСР першого скликання по Хмельницькій виборчій окрузі № 40 Вінницької області.
У 1939 році — заступник начальника політвідділу 97-ї стрілецької дивізії, начальник політвідділу 87-ї стрілецької дивізії КОВО. У 1939–1940 роках брав участь у боях у радянсько-фінському конфлікті. У 1940 — жовтні 1941 року — військовий комісар 87-ї стрілецької дивізії КОВО.  Закінчив Військову академію імені М. В. Фрунзе у Москві.
Під час Великої Вітчизняної війни у вересні 1941 року під час виходу дивізії з оточення був тяжко поранений біля Борисполя та залишений на окупованій території. Після одужання з 1942 року — у підпільній організації на станції Козятин, з 1944 року — у резерві військкомату Київського військового округу.
Після проходження спеціальної перевірки направлений на службу в органи НКВС, станом на 1945 рік — заступник начальника табірного відділення № 11 Управління табору для військовополонених № 62 НКВС СРСР у Києві.

## Звання
- батальйонний комісар
- капітан

## Нагороди
- Орден Червоного Прапора (22.07.1941)[1].